# Zygostelma
Zygostelma es un género  de plantas de la familia de las apocináceas con dos especies. Es originario de Asia. Se encuentra en Camboya, Laos y Tailandia.

## Descripción
Son enredaderas sufrútices con brotes lenticelados, glabros. Las láminas foliares de 6-15 cm de largo, 3-4.5 cm de ancho, oblongas a ovadas, basalmente redondeadas, el ápice acuminado, glabras; con línea interpetiolar.
Las inflorescencias son axilares, más cortas que las hojas adyacentes, con 2-4 flores, simples,  subsésiles, los pedicelos casi obsoletos; con brácteas florales persistentes, abaxialmente ciliadas.

## Especies
| - Zygostelma benthamii Baill. - Zygostelma calcaratum E.Fourn. |